# Jean Dieuzaide

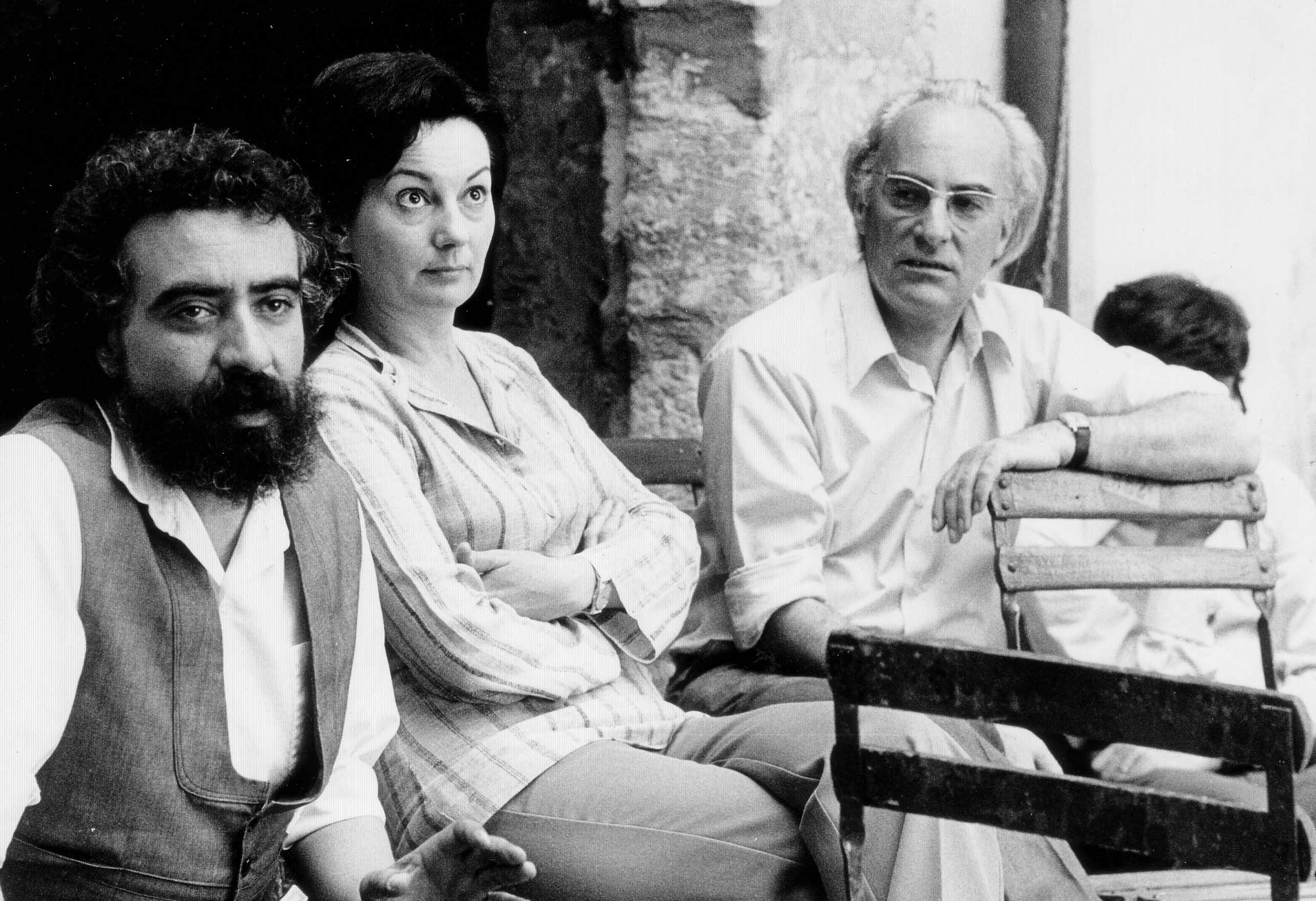
Georges Tourdjman, Hélène Théret e Jean Dieuzaide (il primo a destra) ad Arles (Francia) nel 1975; fotografia

Jean Dieuzaide (Grenade, 20 giugno 1921 – Tolosa, 18 dicembre 2003) è stato un fotografo francese.

## Biografia
Nato da una famiglia umile, fu iniziato alla fotografia da suo padre . Il suo primo lavoro che lo aveva reso noto era stato il reportage sulla liberazione di Tolosa, durante la seconda guerra mondiale nell'agosto del 1944. Sempre in quel contesto fece il primo ritratto ufficiale di Charles de Gaulle; nel 1946 si unì all'agenzia Rapho e collaborò a vari giornali finché nel 1951 si stabilì come fotografo indipendente a Tolosa.

## Premi e riconoscimenti
- 1955, Prix Niépce Gens d'images (Premio Niepce)
- 1961, Premio Nadar
- 1966, nominato cavaliere dell'Ordine nazionale al merito (Francia)
- 1981, nominato ufficiale dell'Ordine nazionale al merito e ufficiale dell'Ordre des arts et des lettres
- 1994, nominato Honorary Fellowship dalla Royal Photographic Society